# Reeker
Reeker is een Amerikaanse horrorfilm uit 2005.

## Verhaal
Vijf studenten zoeken hun heil in een verlaten motel als ze onderweg naar een feest op een onverwachts afgesloten snelweg terechtkomen. Ze gaan niet bij de pakken neerzitten en proberen het beste van de situatie te maken, terwijl ze geconfronteerd worden met vreemde visioenen van ernstig gewonde reizigers. Deze onheilspellende tekenen kunnen verklaren waarom het motel zo plotseling verlaten lijkt te zijn, maar de komst van een gepensioneerde die wanhopig op zoek is naar zijn vrouw die ook ten slachtoffer van de moordenaar lijkt te zijn gevallen, bevestigt hun vermoedens. Hij heeft ook de stervende mensen gezien, mensen die ten slachtoffer lijken te zijn gevallen van een moordenaar, die ook zijn vrouw lijkt te hebben vermoord, een moordenaar die de geur verspreidt van rottend vlees.
Aan het eind van de film blijkt dat de studenten eigenlijk al die tijd al overleden waren omdat ze betrokken waren bij een verkeersongeval op de snelweg, waarvan ze getuigen waren. Nadat ze de plek van het ongeval gepasseerd waren, waren ze niet meer hun fysieke zelf, maar hun metafysische zelf, die de gebeurtenissen uit de film meemaken, niet wetende dat ze omgekomen waren in het verkeersongeval. Het motel kan gezien worden als een plek ergens tussen het leven en de dood. Dit wordt duidelijk gemaakt door de naam van het motel Halfway House en door de gedichten in de met bloed besmeurde boeken. In deze wereld komen de verwondingen die door de Reeker aangebracht worden, overeen met de verwondingen die ze bij het verkeersongeval opliepen. De Reeker (Stinker) is een moderne interpretatie van de Reaper (Magere Hein), hoewel die laatste uitgebeeld wordt als een skelet, terwijl de Reeker bestaat uit rottend vlees. Geur is het thema van de film, Geur is het eerste zintuig waarmee men geboren wordt, en is het laatst werkende zintuig aan het eind van het leven. Een van de hoofdrolspelers is blind. De manier waarop iedere persoon vermoord wordt door de Reeker, komt overeen met de manier waarop de persoon tijdens het verkeersongeval om het leven kwam. Nelson vindt bijvoorbeeld de dood door een glasscherf in zijn hals, wat aangeeft dat hij door de voorruit van de auto is gegaan. De enige feitelijk levende mensen in de film zijn de drugsdealer (waarvan Trip XTC gestolen heeft) en de vrouw van de gepensioneerde man. Zij overleefde de botsing, terwijl haar man gevangen zat in het voorgeborchte, net als de andere geestverschijningen.

## Rolverdeling
- Devon Gummersall - Jack
- Derek Richardson - Nelson
- Tina Illman - Gretchen
- Scott Whyte - Trip
- Arielle Kebbel - Cookie
- Michael Ironside - Henry Tuckey
- Eric Mabius - Radford
- Marcia Strassman - Rose Tuckey
- David Hadinger - The Reeker
- Les Jankey - Trucker
- Carole Ruggier - Moeder
- Paul Butcher - Kind
- Steven Zlotnick - Officier Bern
- Christopher Boyer - Officier Mansfield
- Wesley Thompson - Officier Taylor
- Alejandro Patino - Velez

## Nederlandse première
Amsterdam Fantastic Film Festival, 23 april 2006